# イワム
イワム（いわむ、1992年12月4日 - ）は、日本の俳優。福岡県北九州市出身。日本工学院専門学校俳優科卒業。身長169cm、体重65kg

## 出演作品

### 舞台
- 『Friend 〜ボクノ大切ナトモダチ〜』　シアタートラム　TAICHI-KIKAKU(2012年)
- 『WALKING UNDERGROUND』　両国Air studio　エアースタジオ　(2012年)
- 『PILGRIM〜光る旅2013〜』　座・高円寺2　TAICHI-KIKAKU(2013年)
- 『風のわらし』　全国ツアー　劇団虹っ子(2013年)
- 『PILGRIM』　Monzit theatre 韓国春川国際演劇祭参加　TAICHI-KIKAKU(2014年)
- 『喜びの島〜2014〜』　座・高円寺2　TAICHI-KIKAKU (2014年)
- 『half error〜君の棲む街〜』　北区pit/区域　Nut's gooove(2014年)
- 『てくてく』シアター711　Nut's gooove(2015年)
- 『half error〜きみの棲む街〜』　シアターミラクル　Nut's gooove(2018年)

### ドラマ
- 『アンダーウェア』　Netflix　(2015年)
- 『アイドルバトラー』　TOKYO MX　(2015年)
- 『銭形警部』　日テレ系WOWOW　(2017年)
- 『光のお父さん』　TBS　(2017年)
- 『The Outsider』　Netflix　(2017年)

### CM
- 日本工学院(2011年)
- 日本郵政(2017年)